# Anette Kramme
Anette Kramme (Essen, 10 octobre 1967) est une femme politique allemande.